# Цверентурм

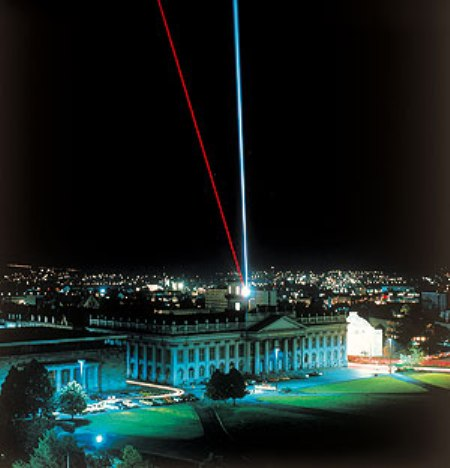
Преломление лучей лазера в Цверенской башне

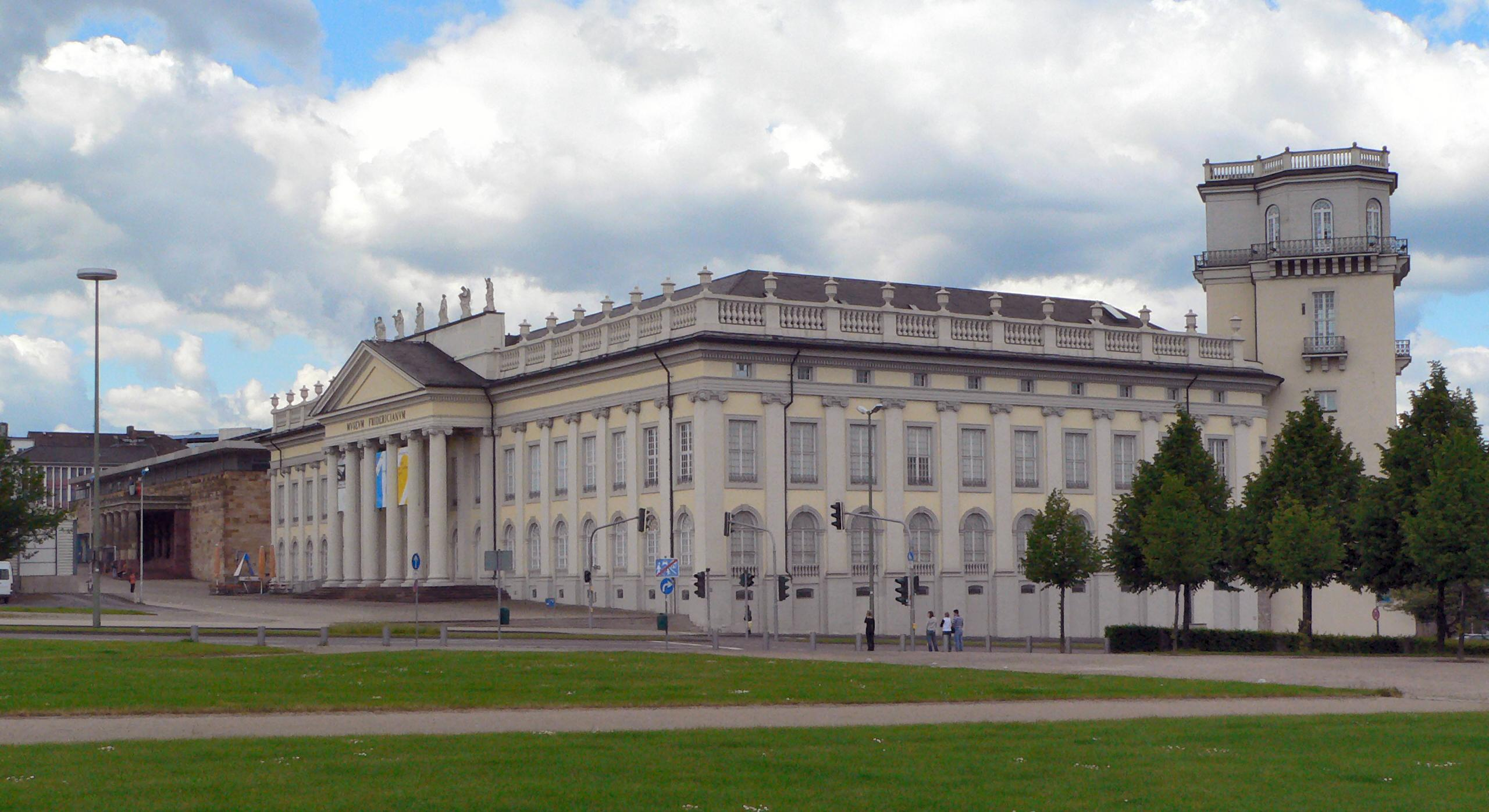
Цверентурм и Фридерицианум на площади Фридриха

Цверентурм (Цверенская башня, нем. Zwehrenturm — «Цверенская башня») — историческое сооружение в готическом стиле в Касселе недалеко от площади Фридриха, образует единое целое со зданием музея Фридерицианум. Цверенская башня — одно из немногих строений города, сохранившихся со времён Средневековья.

## История создания
Цверентурм была построена в 1330 году и являлась южно-городскими воротами крепости Касселя, которые открывали дорогу на Франкфурт-на-Майне. В 1597 году были построены новые ворота, и Цверенская башня превратилась в городскую тюрьму для высокопоставленных лиц и выполняли эти функции вплоть до 1709 года.

## Образование обсерватории
В 1709 году Карл Гессен-Кассельский распорядился перестроить башню под обсерваторию. В последующие годы в Касселе открылось ещё две обсерватории, но в Цверентурм астрономические наблюдения велись вплоть до 1913 года.

## Сегодняшнее применение
С 1997 года Цверентурм участвует в еженедельном лазерном шоу Kassel Laserscape. Исходящие от статуи Геркулеса в нескольких километрах, лучи преломляются в Цверенской башне и отражаются в оранжереи Касселя. Лазерное шоу проходит каждую субботу. Свободное помещение башни во время Documenta используется для проведения выставок.